# First Person View

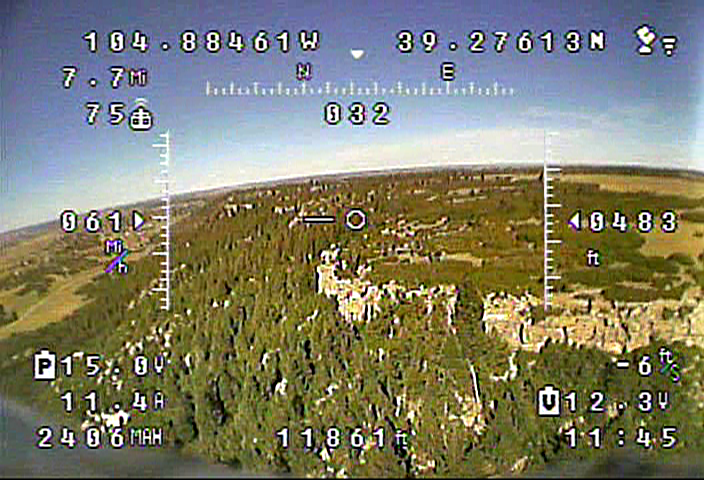
Un tipico video di ritorno analogico con i dati di navigazione in sovrimpressione sullo schermo (OSD)

First Person View o FPV, si traduce italiano come "Vista in prima persona" ed è oggi un termine ampiamente utilizzato per identificare una tipologia di utilizzo di modelli radiocomandati, che non vengono pilotati in maniera tradizionale, ovvero guardando il modello, ma tramite schermi o visori da indossare, che danno una visuale al pilota come se fosse ai comandi del modello stesso.

## Storia
La tecnica FPV ha iniziato a prendere piede in Italia nei primi anni 2000, quando i primi sistemi di trasmissione video sulla banda dei 1,2 e 2,4 GHz sono diventati disponibili a costi decisamente bassi soprattutto per gli acquisti via internet.
L'utilizzo più comune fu dotare gli aeromodelli di piccole telecamere e trasmettitori video, capaci di inviare a terra, al pilota, l'immagine in diretta della telecamera, permettendo così al pilota di pilotare l'aeromodello guardando lo schermo, come se stesse volando per davvero.

## Visori indossabili
Lo step successivo, arrivò quando le aziende, come FatShark, iniziarono a produrre i primi modelli di visore indossabile, come una mascherina, che consentivano al pilota di distaccarsi completamente da ciò che lo circondava e di concentrarsi completamente solo sull'immagine trasmessa dalla telecamera. I costi tuttavia erano molto proibitivi e la qualità degli schermi lasciava molto a desiderare.

## Evoluzione e uso corrente, lotta tra analogico e digitale
Oggi i sistemi FPV hanno fatto enormi passi avanti, e sono utilizzati prevalentemente per il settore del "Drone Racing", ovvero le gare con droni ad alte prestazioni autocostruiti, uno sport in fortissima espansione in tutto il mondo. Le aziende hanno creato modelli di visori sempre più sofisticati e con una qualità dell'immagine ad alta definizione. La DJI ha immesso sul mercato del 2019 il suo sistema digitale, che garantisce una qualità d'immagine altissima, al prezzo di una maggiore latenza (ritardo, nell'ordine dei millisecondi, tra ciò che la telecamera invia e ciò che il pilota vede sul suo visore) e la "non possibilità" di condividere il volo con altri amici, come invece accade con i sistemi analogici.